# Vaccinium padifolium
Vaccinium padifolium är en ljungväxtart som beskrevs av J. E. Sm. Vaccinium padifolium ingår i Blåbärssläktet, och familjen ljungväxter. Inga underarter finns listade i Catalogue of Life.

## Bildgalleri

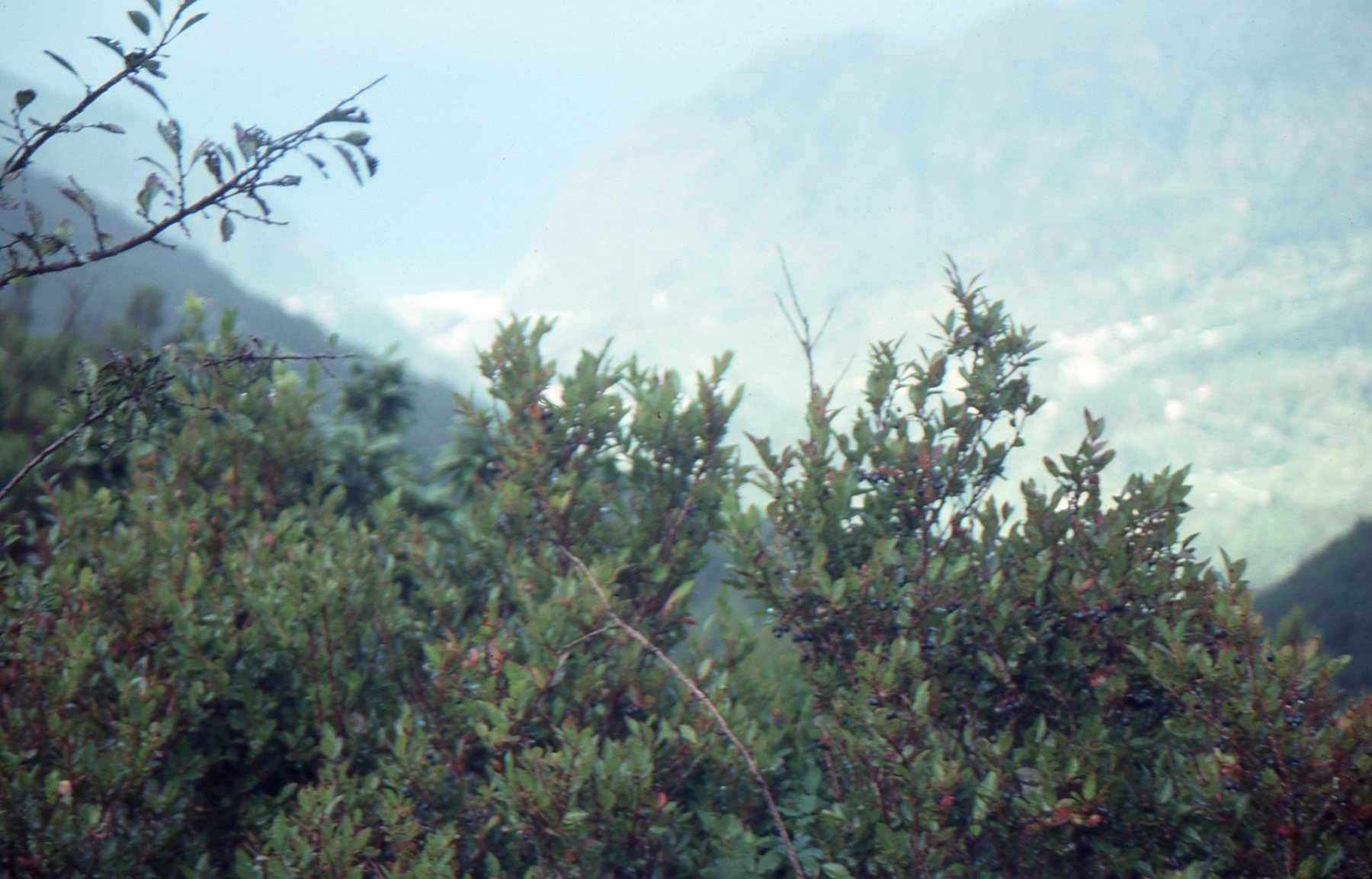
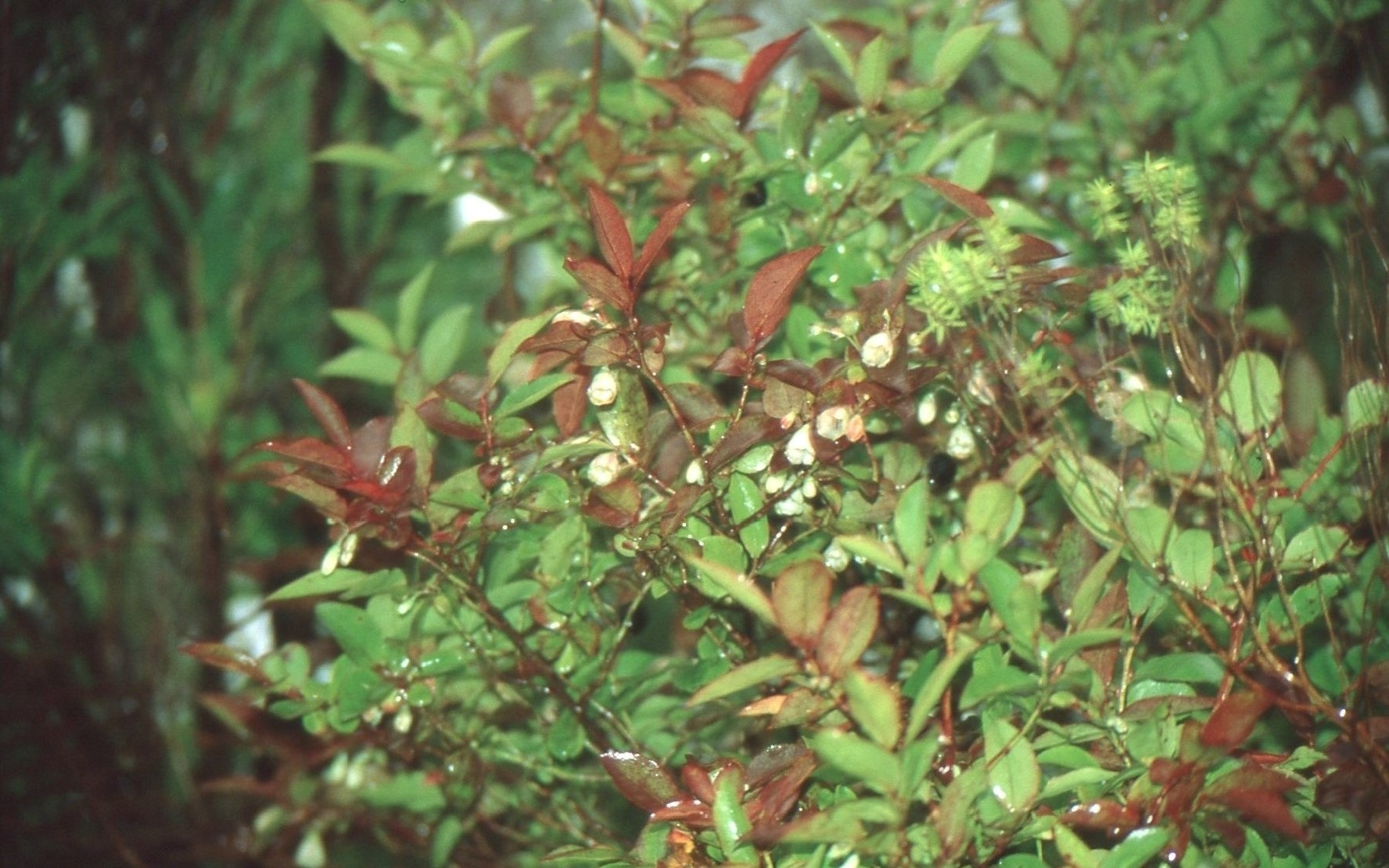
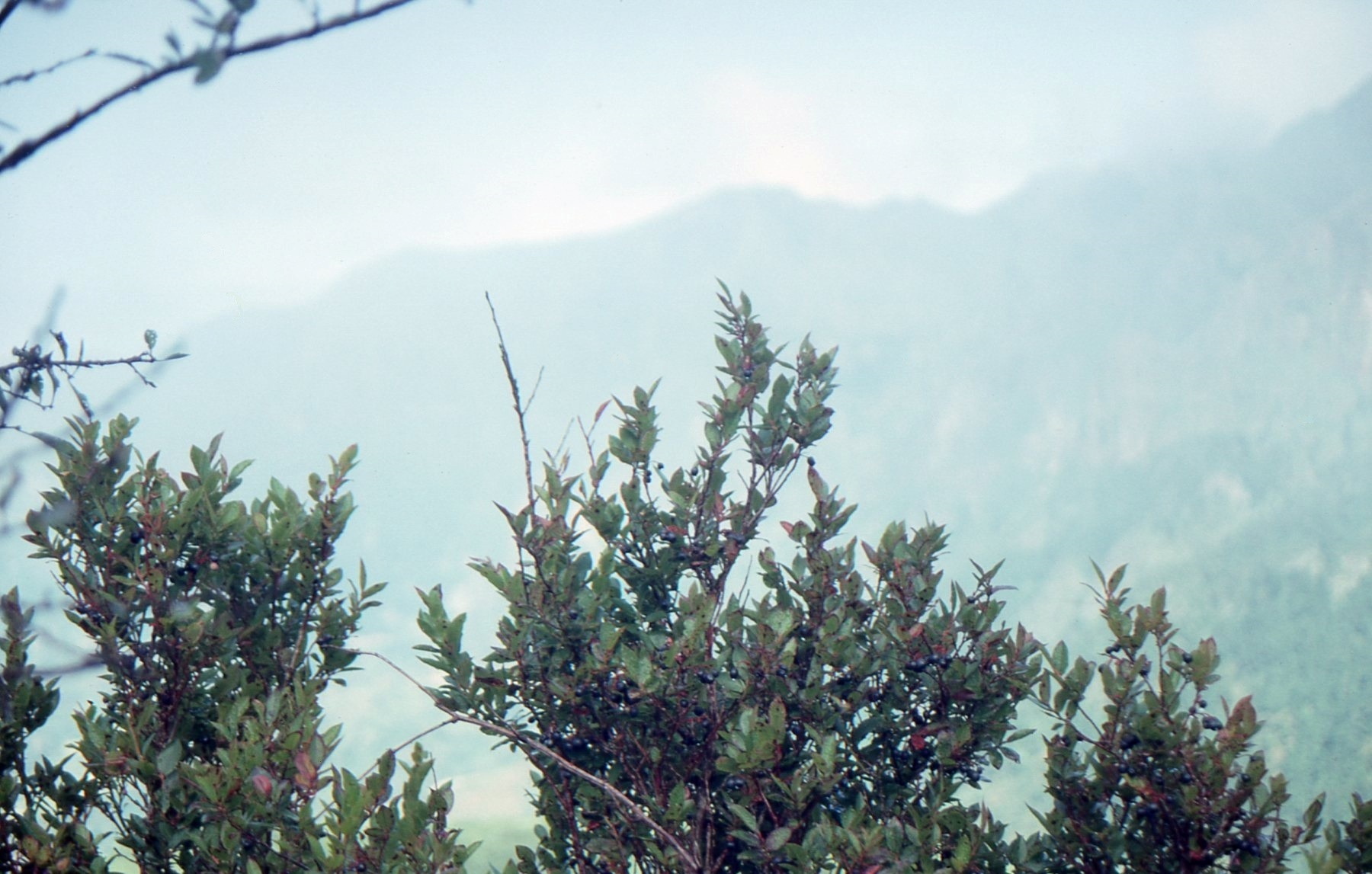
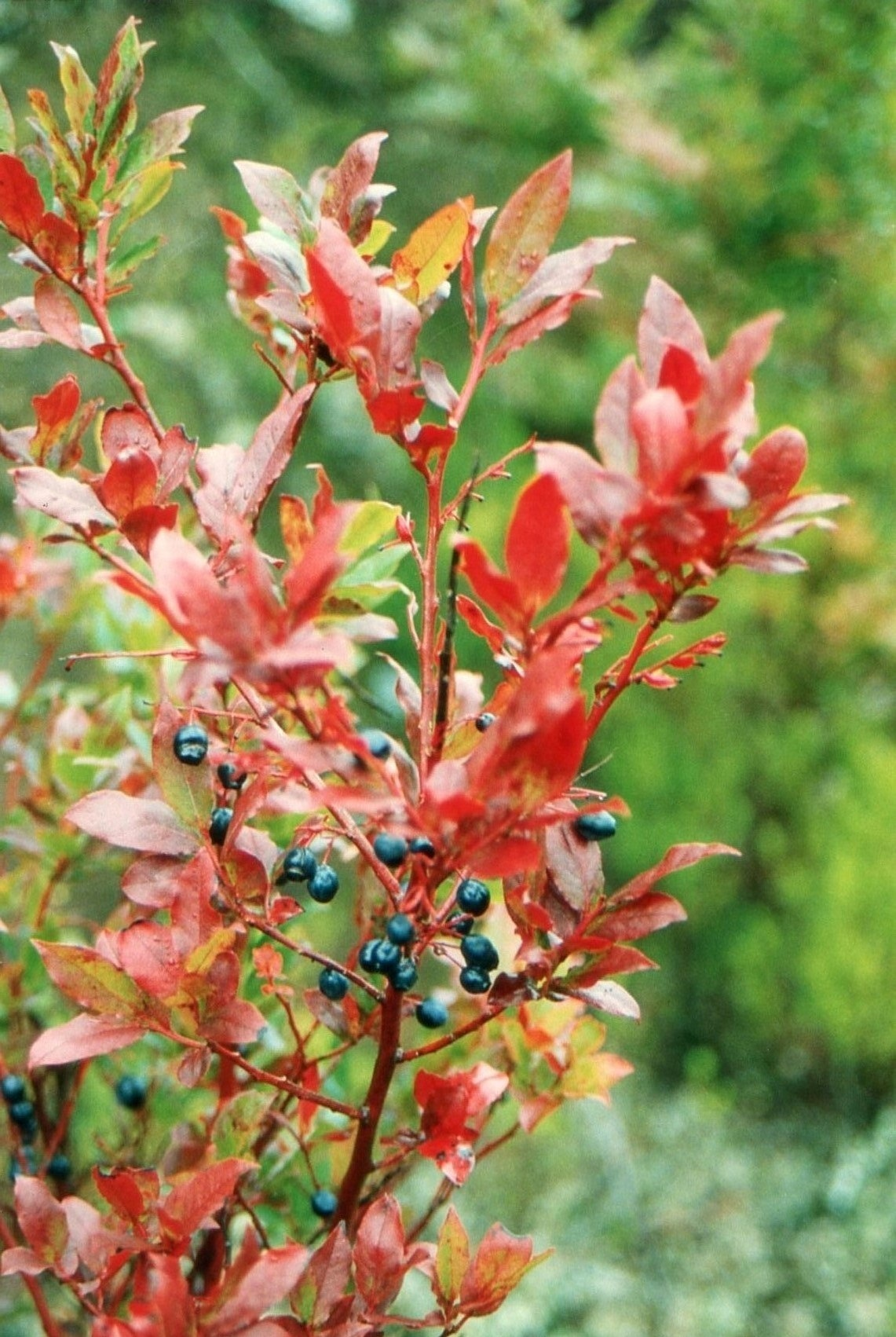
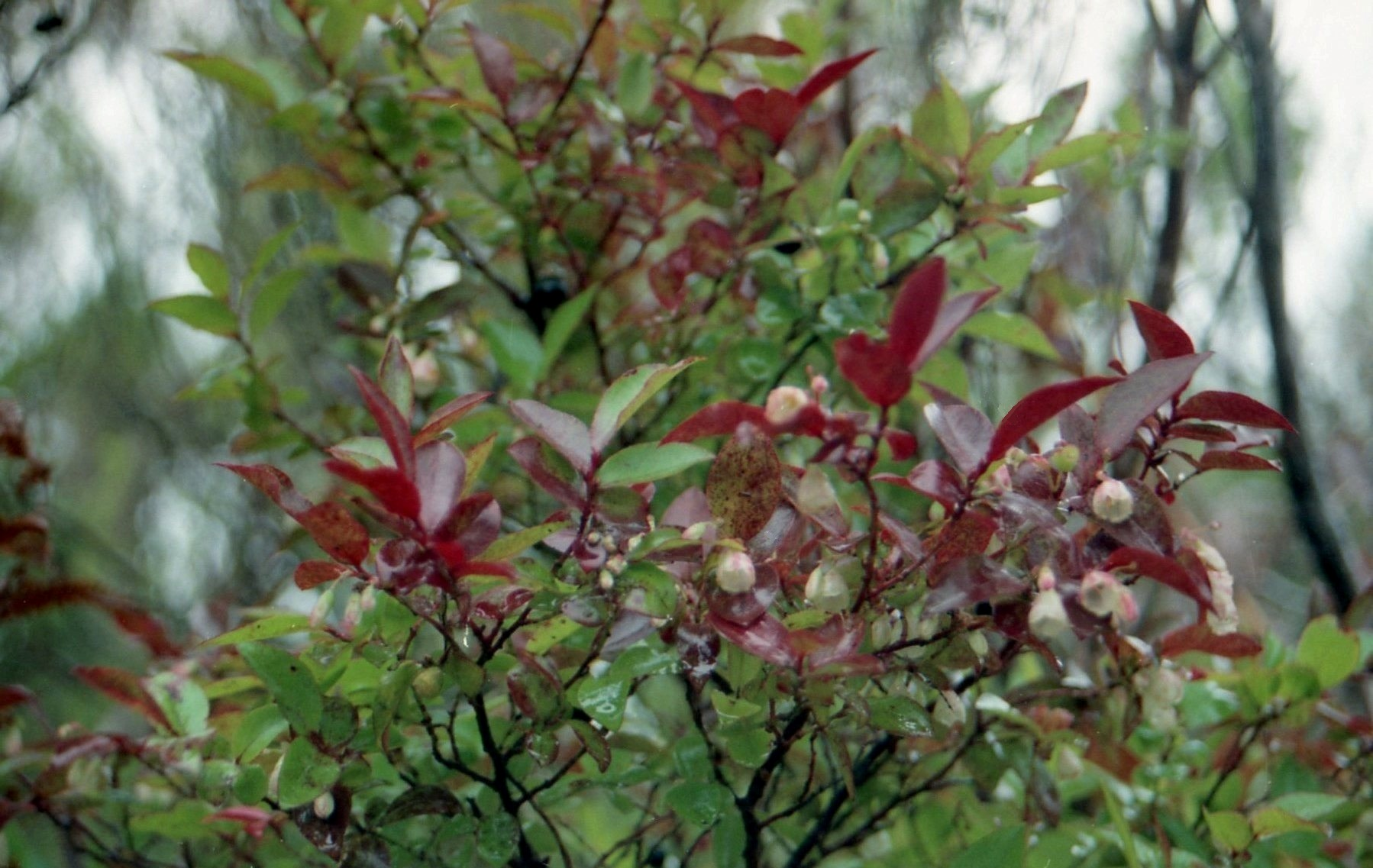
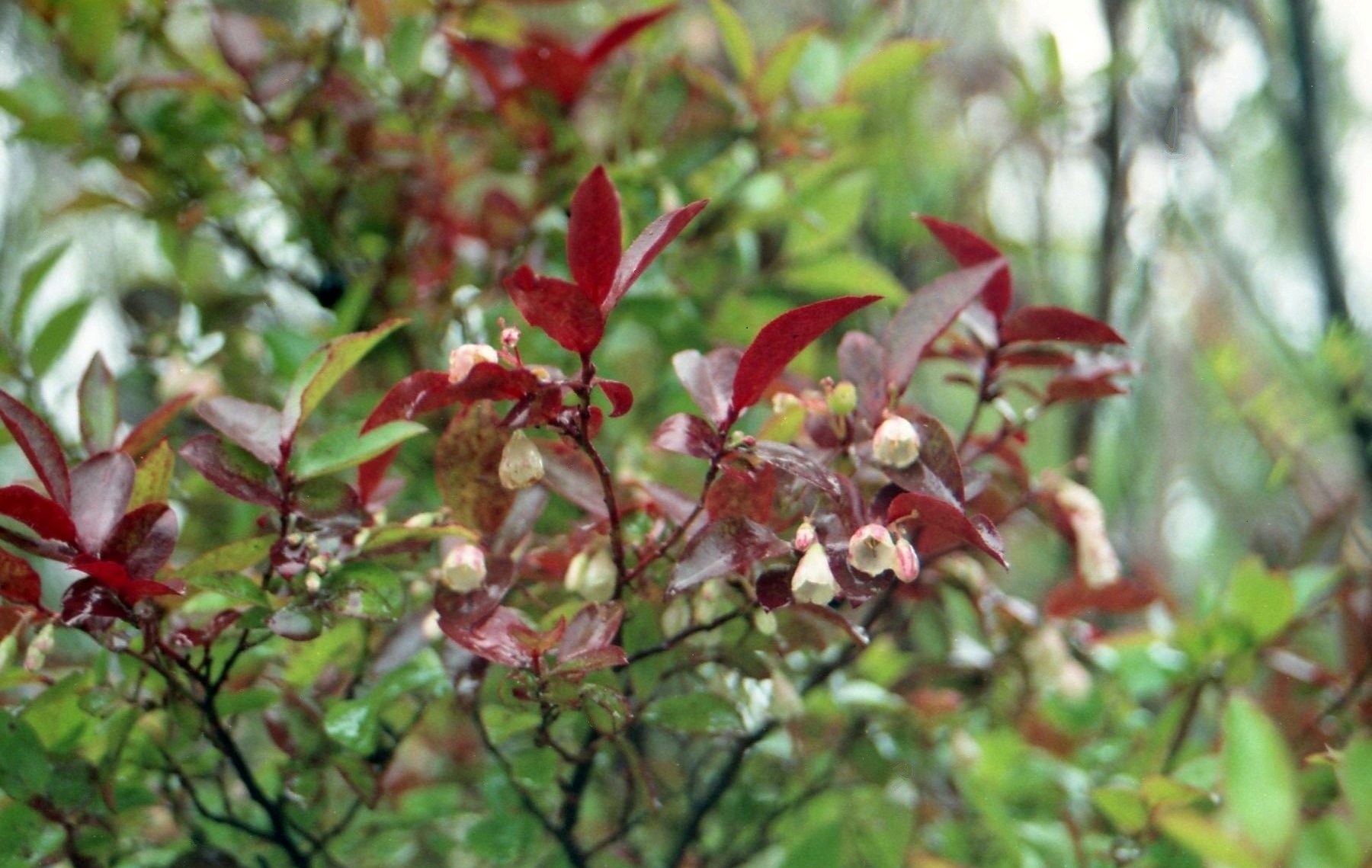